# AVN Awards - Tecnici

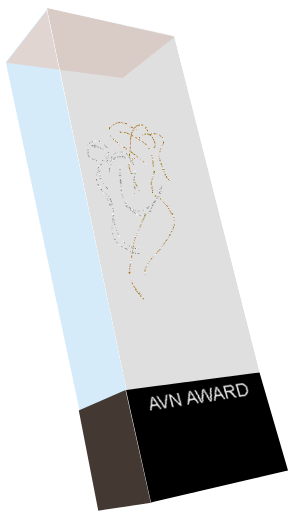
Trofeo degli "AVN Awards"

Gli AVN Technical Awards sono i premi cinematografici, presentati e sponsorizzati dalla rivista AVN, che premiano le caratteristiche tecniche come la fotografia e l'editing che si ritiene abbiano espresso le migliori performance dell'anno. Sono suddivisi in varie categorie:
- Best Screenplay
- Best Screenplay - Film
- Best Screenplay - Video
- Best Screenplay - Parody
- Best Comedic Screenplay
- Best Dramatic Screenplay
- Best Art Direction

- Best Art Direction - Film
- Best Art Direction - Video
- Best Cinematography
- Best Videography
- Best Makeup
- Best Editing
- Best Editing - Film

- Best Editing - Video
- Best Special Effects
- Best Music/Soundtrack
- Best Original Song
- Best DVD Extras
- Best DVD Menus
- Clever Title of the Year

## Vincitori

### Best Screenplay– Film
- 1984: Puss ’n Boots – Chuck Vincent & Rick Marx
- 1985: Dixie Ray, Hollywood Star – Dean Rogers
- 1986: Raw Talent – Joyce Snyder
- 1987: Sexually Altered States – Pamela Penn
- 1988: Deep Throat II – Rinse Dream
- 1989: Amanda by Night II – Harold Lime
- 1990: The Nicole Stanton Story – Rick Marx
- 1991: The Masseuse – Mark Haggard
- 1992: On Trial – Carl Esser
- 1993: The Secret Garden 1 & 2 – Michael Torino
- 1994: Justine – Paul Thomas
- 1995: Dog Walker – John Leslie
- 1996: Cinesex 1 & 2 – Raven Touchstone
- 1997: Bobby Sox – Raven Touchstone
- 1998: Bad Wives – Dean Nash
- 1999: Looker – Martin Brimmer & Nic Cramer
- 2000: Seven Deadly Sins – Ren Savant & Eugenie Brown
- 2001: Watchers – Michael Raven & George Kaplan
- 2002: Fade to Black – Dean Nash
- 2003: Falling From Grace – Daniel Metcalf, Brad Armstrong & Jonathan Morgan
- 2004: Compulsion – Axel Braun
- 2005: The Collector – Brad Armstrong
- 2006: The New Devil in Miss Jones – Dean Nash & Raven Touchstone
- 2007: Manhunters – Brad Armstrong
- 2008: Layout – Phil Noir

### Best Screenplay – Video
- 1986: Dangerous Stuff – Anne Randall
- 1987: Debbie Duz Dishes  – John Ferguson
- 1988: Hands Off – Michael Ellis
- 1989: The Catwoman – Mark Weiss & John Leslie
- 1990: Cheeks II: The Bitter End – Jace Rocker & Britt Morgan
- 1991: The Last X-Rated Movie – Anne Randall
- 1992: Cheeks IV: A Backstreet Affair – Jace Rocker & Britt Morgan
- 1993: The Party – Jack Stephan et Michael Ellis
- 1994: Haunted Nights – Jace Rocker & Jonathan Morgan
- 1995: The Face – Mitchell Spinelli
- 1996: Risqué Burlesque – Jace Rocker
- 1997: Silver Screen Confidential – Jace Rocker
- 1998: Crazed – Jonathan Morgan
- 1999: Barefoot Confidential – Mark Archer
- 2000: Double Feature! – Martin Brimmer & Jonathan Morgan
- 2001: Raw – Antonio Passolini
- 2002: Euphoria – David Aaron Clark & Brad Armstrong
- 2003: Breathless – Michael Raven & Devan Sapphire
- 2004: Beautiful – Michael Raven & George Kaplan
- 2005: Pretty Girl – David Stanley
- 2006: Camp Cuddly Pines Powertool Massacre – Stormy Daniels, Jonathan Morgan & August Warwick
- 2007: Corruption – Alvin Edwards & Eli Cross
- 2008: Upload – Alvin Edwards & Eli Cross

### Best Screenplay
(dal 2009 non sono più separati in Film e Video)
- 2009: Joone & Max Massimo – Pirates II: Stagnetti’s Revenge
- 2010: Raven Touchstone – Throat: A Cautionary Tale
- 2011: David Stanley – The Condemned
- 2012: Jacky St. James – Dear Abby
- 2013: Graham Travis – Wasteland
- 2014: Brad Armstrong – Underworld
- 2015: Brad Armstrong – Aftermath
- 2016: Jacky St. James – The Submission of Emma Marx: Boundaries
- 2017: Jacky St. James – The Submission of Emma Marx: Exposed
- 2018: Will Ryder – Bad Babes Inc.
- 2019: Lasse Braun, Axel Braun & Rikki Braun – The Possession of Mrs. Hyde
- 2022: Casey Kisses, Joanna Angel & Shawn Alff – Casey: A True Story
- 2023: James Avalon – Dark Is The Night
- 2024: "Polar Opposities" / Out of Our System
- 2025: Holly Randall Productions; Kyle McQueen, Tanner Moody & Jeffrey John Hart - Broken Butterfly: The Perfect Shade of Blu

### Best Screenplay – Parody
- 2011: Axel Braun – Batman XXX: A Porn Parody
- 2012: Brad Armstrong & Hank Shenanigan – The Rocki Whore Picture Show: A Hardcore Parody
- 2013: Axel Braun & Mark Logan – Star Wars XXX: A Porn Parody
- 2014: David Stanley – Clerks XXX: A Porn Parody
- 2015: Axel Braun & Eli Cross – 24 XXX: An Axel Braun Parody
- 2016: Axel Braun & Mark Logan – Batman v Superman XXX: An Axel Braun Parody
- 2017: Axel Braun – Suicide Squad XXX: An Axel Braun Parody

### Best Comedic Screenplay
- 2020: Will Ryder – Love Emergency
- 2021: Joanna Angel & Shawn Alff – Evil Tiki Babes

### Best Dramatic Screenplay
- 2020: Bree Mills – Perspective
- 2021: Kayden Kross – Muse

### Best Art Direction – Film
- 2005: The Collector
- 2006: The New Devil in Miss Jones
- 2007: FUCK – Rod Hopkins
- 2008: The Craving

### Best Art Direction – Video
- 2005: In The Garden of Shadows
- 2006: Catherine
- 2007: Sacred Sin – John Sykes
- 2008: Fashionistas Safado: Berlin

### Best Art Direction
(dal 2009 non sono più divisi in Film e Video)
- 2009: Pirates II: Stagnetti’s Revenge
- 2010: 2040
- 2011: BatfXXX: Dark Night Parody
- 2012: The Rocki Whore Picture Show: A Hardcore Parody
- 2013: Star Wars XXX: A Porn Parody
- 2014: Underworld
- 2015: Apocalypse X
- 2016: Batman v Superman XXX: An Axel Braun Parody
- 2017: Suicide Squad XXX: An Axel Braun Parody
- 2018: Justice League XXX: An Axel Braun Parody
- 2019: Deadpool XXX: An Axel Braun Parody
- 2020: Drive
- 2021: Muse
- 2022: Muse Season 2
- 2023: SpideyPool XXX: An Axel Braun Parody
- 2024: Space Junk
- 2025: Project X

### Best Cinematography
- 1984: All American Girls – Ken Gibb
- 1985: Dixie Ray, Hollywood Star – Fred Andes
- 1986: Raw Talent – Larry Revene
- 1987: Star Angel – Sandy Beach
- 1988: Firestorm II – Elroy Brandy
- 1989: Miami Spice II – Mr. Ed
- 1990: Night Trips – Andrew Blake
- 1991: House of Dreams – Andrew Blake
- 1992: Wild Goose Chase – John Stagliano
- 1993: Face Dance, Parts I & II – John Stagliano
- 1994: Hidden Obsession – Andrew Blake
- 1995: Dog Walker – Jack Remy
- 1996: Sex 2 – Bill Smith
- 1997: Unleashed – Andrew Blake
- 1998: Zazel – Philip Mond
- 1999: Looker – Jack Remy
- 2000: Search for the Snow Leopard – Johnny English
- 2001: Dream Quest – Jake Jacobs & Ralph Parfait
- 2002: Blond & Brunettes – Andrew Blake
- 2003: The Villa – Andrew Blake
- 2004: Hard Edge – Andrew Blake
- 2005: Flirts – Andrew Blake
- 2006: The New Devil in Miss Jones – Ralph Parfait
- 2007: FUCK – François Clousot
- 2008: Fashion Underground
- 2009: Paid Companions – Andrew Blake
- 2010: The 8th Day – Ren Savant & David Lord
- 2011: BatfXXX: Dark Night Parody – Fliktor & Butch
- 2012: Spiderman XXX: A Porn Parody – Axel Braun & Eli Cross
- 2013: Wasteland – Alex Ladd, Carlos D. & Mason
- 2014: Underworld – Francois Clousot
- 2015: Apocalypse X – Billy Visual & Jakodema
- 2016: Being Riley – Greg Lansky
- 2017: The Submission of Emma Marx: Exposed – Eddie Powell
- 2018: Sacrosanct – Winston Henry & Alex Ladd
- 2019: Winston Henry – After Dark
- 2020: Winston Henry & Set Walker – Drive
- 2021: Winston Henry & Set Walker – Mistress Maitland
- 2022: Set Walker – Mistress Maitland 2
- 2023: Set Walker –  Goddess and the Seed
- 2024: Ashford Manor
- 2025: Dirty Coops

### Best Videography
- 2004: Rawhide
- 2005: In The Garden of Shadows – Barry Wood, Chris Hall
- 2006: Dark Angels 2: Bloodline – Nic Andrews
- 2007: Sacred Sin – Barry Wood
- 2008: Black Worm
- 2009: Pirates II: Stagnetti’s Revenge – Joone & Oliver Henry

### Best Makeup
- 2009: Pirates II: Stagnetti’s Revenge
- 2010: The 8th Day – Christi Belden, Lisa Berczel, Leonard Berczel, Nicki Hunter & Julia Ann
- 2011: BatfXXX: Dark Night – Rosa, Lisa Sloane & Melissa Makeup
- 2012: The Rocki Whore Picture Show: A Hardcore Parody – Shelby Stevens & Melissa Makeup
- 2013: Men in Black: A Hardcore Parody – Chauncey Baker & Shelby Stevens
- 2014: Evil Head – Melissa Makeup
- 2015: Anal Candy Disco Chicks – Cammy Ellis
- 2016: Batman v Superman XXX: An Axel Braun Parody – Cammy Ellis & May Kup
- 2017: Suicide Squad XXX: An Axel Braun Parody – Cammy Ellis & May Kup
- 2018: Justice League XXX: An Axel Braun Parody – Dusty, May Kup & Cammy Ellis
- 2019: Deadpool XXX: An Axel Braun Parody – Dusty Lynn & Cammy Ellis
- 2020: Captain Marvel XXX: An Axel Braun Parody – Dusty Lynn
- 2021: The Summoning – Mrs. Scar
- 2022: Blue Moon Rising – Alexxx Moon
- 2023: One Last Kiss – Alexxx Moon
- 2024: Sally Mae: The Revenge of the Twin Dragons
- 2025: Evermore

### Best Editing – Film
- 1984: Scoundrels
- 1985: Good Girl, Bad Girl
- 1986: Snake Eyes
- 1987: Ribald Tales of Canterbury
- 1988: Babyface II
- 1989: Pretty Peaches II
- 1990: The Nicole Stanton Story
- 1991: House of Dreams
- 1992: On Trial
- 1993: Chameleons
- 1994: Immortal Desire
- 1995: Sex
- 1996: Blue Movie
- 1997: Bobby Sox – Barry Rose
- 1998: Zazel – James Avalon
- 1999: Looker – SCSI Post und Nic Cramer
- 2000: Seven Deadly Sins – Ren Savant
- 2001: Watchers – Michael Raven und Sammy Slater
- 2002: Fade to Black – Tommy Ganz
- 2003: The Fashionistas – Tricia Devereaux und John Stagliano
- 2004: Hard Edge – Andrew Blake
- 2005: The Masseuse – Sonny Malone
- 2006: The New Devil in Miss Jones – Sonny Malone
- 2007: Jenna’s Provocateur – Justin Sterling und Johnny 5
- 2008: X – Andrew Blake

### Best Editing – Video
- 2005: Bella Loves Jenna – Justin Sterling
- 2006: Dark Angels 2: Bloodline – Nic Andrews
- 2007: Corruption – Robin Dyer und Mark Logan
- 2008: Fashionistas Safado: Berlin – John Stagliano

### Best Editing
(dal 2009 non sono più divisi in Film e Video)
- 2009: Pirates II: Stagnetti’s Revenge – Joey Pulgades
- 2010: The 8th Day
- 2011: Malice in Lalaland – Lew Xypher
- 2012: The Rocki Whore Picture Show: A Hardcore Parody – Scott Allen
- 2013: Wasteland – Graham Travis,
- 2014: Underworld – Scott Allen
- 2015: Apocalypse X – Joey Pulgadas
- 2016: The Submission of Emma Marx: Boundaries – Eddie Powell & Gabrielle Anex
- 2017: The Submission of Emma Marx: Exposed – Eddie Powell
- 2018: Angela 3
- 2019: I Am Angela – Evil Ricky
- 2020: Drive – Gabrielle Anex
- 2021: Muse – Duboko
- 2022: Psychosexual – Gabrielle Anex
- 2023: Grinders– Michael Hues
- 2024: Influence: Vanna Bardot
- 2025: Compulsion 20 th Anniversary Director's cut

### Best Special Effects
- 1995: Virtual Sex
- 1996: Latex
- 1997: Shock
- 1998: New Wave Hookers 5
- 1999: Café Flesh 2
- 2000: Cashmere
- 2001: Intimate Expressions
- 2002: Euphoria
- 2003: Perfect
- 2004: Space Nuts
- 2005: Bella Loves Jenna
- 2006: Pirates
- 2007: Porn Wars – Episode I – Kovi
- 2008: Upload
- 2009: Pirates II: Stagnetti’s Revenge
- 2010: The 8th Day
- 2011: BatfXXX: Dark Night Parody
- 2012: Horizon
- 2013: Men in Black: A Hardcore Parody
- 2014: Iron Man XXX: An Axel Braun Parody
- 2015: Austin Powers XXX: A Porn Parody
- 2016: Batman v Superman XXX: An Axel Braun Parody
- 2017: Supergirl XXX: An Axel Braun Parody
- 2018: Justice League XXX: An Axel Braun Parody
- 2019: Star Wars: The Last Temptation – A Digital Playground XXX Parody
- 2020: Captain Marvel XXX: An Axel Braun Parody
- 2021: Paranormal

### Best Music / Soundtrack
- 2005: Groupie Love – Lloyd Banks
- 2006: Pirates – Skin Muzik
- 2007: Sacred Sin – Eddie Van Halen und Loren Alexander
- 2008: Afrodite Superstar
- 2009: Bad Luck Betties
- 2010: Live In My Secrets – Rockford Kabine, Combichrist, In Demons
- 2011: This Ain't Glee XXX
- 2012: Elvis XXX: A Porn Parody
- 2013: Rubber Bordello
- 2014: Grease XXX: A Parody
- 2015: Not Jersey Boys XXX: A Porn Musical
- 2016: Wanted
- 2017: The Submission of Emma Marx: Exposed
- 2018: The Altar of Aphrodite
- 2019: Hamiltoe
- 2020: Captain Marvel XXX: An Axel Braun Parody
- 2021: Lana
- 2022: Casey: A True Story
- 2023: Grinders
- 2024: Influence: Vanna Bardot
- 2025: Alive

### Best Original Song
- 2009: „Please“ – Dark City
- 2010: „Bree's Bossa“von Joe Gallant – The Crack Pack
- 2011: „Big Tushy Hos“von Drew Rose – This Ain't Glee XXX
- 2012: „Stuck in Your Crack“ – Elvis XXX: A Porn Parody
- 2013: „She-donistic Society“von Fat Mike – Rubber Bordello
- 2014: „Queen of Munchkin Land“von Jeff Mullen & Rock Hardson – Not The Wizard of Oz XXX

### Best DVD Extras
- 2005: Millionaire
- 2006: Camp Cuddly Pines Powertool Massacre
- 2007: The Visitors
- 2008: Upload
- 2009: Pirates II: Stagnetti’s Revenge
- 2010: The 8th Day
- 2011: Speed
- 2012: The Rocki Whore Picture Show: A Hardcore Parody
- 2013: Voracious: The First Season
- 2014: The New Behind the Green Door

### Best DVD Menus
- 2005: In the Garden Of Shadows
- 2006: Camp Cuddly Pines Powertool Massacre
- 2007: The Visitors
- 2008: Not The Bradys XXX
- 2009: Fallen
- 2010: 2040
- 2011: Batman XXX: A Porn Parody

### Clever Title of the Year
- 2009: Strollin in the Colon
- 2010: Who's Nailin' Paylin?
- 2011: The Devil Wears Nada
- 2012: Beggin' for a Peggin'
- 2013: Does This Dick Make My Ass Look Big?
- 2014: Cirque du Hole-A
- 2015: 12 Inches a Slave
- 2016: That Rapper Destroyed My Crapper
- 2017: Aunts in My Pants
- 2018: Black Loads Matter
- 2019: Hamiltoe
- 2020: I’m Not That Kind of Girl Unless You’re My Brother
- 2021: Jumanjizz
- 2022: Invading Uranus
- 2023: I Can't Believe It's Nut Butter
- 2024: Total Eclipse of The Hole
- 2025: My Talking Penis Told Me to Fuck My Step-Mom